# Распуст (ТВ)
„Распуст” је југословенски ТВ филм из 1968. године. Режирао га је Здравко Шотра а сценарио је написао Гордан Михић.

## Улоге
| Глумац         | Улога |
| -------------- | ----- |
| Љиљана Лашић   |       |
| Божидар Стошић |       |